# Javier Mena
Javier Alexander Mena Mosquera (ur. 31 grudnia 2004 w Apartadó) – kolumbijski piłkarz występujący na pozycji lewego obrońcy, od 2023 roku zawodnik Águilas Doradas.